# برج قلاويه
برج قلاويه هي إحدى القرى اللبنانية من قرى قضاء بنت جبيل في محافظة النبطية.
تبعد برج قلويه 98 كلم (60.8972 مي) عن بيروت عاصمة لبنان. ترتفع 470 م (1542.07 قدم - 513.992 يارد) عن سطح البحر وتمتد على مساحة 154 هكتاراً (1.54 كلم²- 0.59444 مي²).
زراعاتها الرئيسية تبغ وحنطة وزيتون. عدد سكان برج قلاويه المسجلين قرابة 700 نسمة من أصلهم حوالى 250 ناخباً.

## الاسم والآثار
رد فريحة أصل اسم قلاوية إما إلى قلياتا السريانية ومعناها الفريك، أو إلى قلياتا التي دخلت إلى السامية من الإغريقية ومعناها خلية الراهب والناسك ومقر الأسقف، ومنها كلمة القلأية. إذا كان التفسير الأخير الأقرب إلى منطق الواقع بالنسبة لهذه المنطقة التي دخلتها المسيحية باكراً وكان فيها مناسك وأديار اندثرت معالمها، إلا أن هذا التفسير لا يبرر وجود كلمة برج التي أضيفت إليها كامة قلاويه، ولم تفدنا آثار البلدة المكتشفة عن أي برج كان يقوم على أرضها، على أن التقليد يتحدث عن برج صليبية كان فيها واندثر.